# Avanti c'è posto
Avanti, c'è posto... és una pel·lícula dirigida per Mario Bonnard el 1942 protagonitzada per Aldo Fabrizi.
La pel·lícula, juntament amb "Campo de' fiori", dirigida pel mateix Bonnard, van ajudar a popularitzar Aldo Fabrizi fins i tot fora dels límits regionals on s'havia establert com a actor de teatre.

## Trama
A la pobra minyona Rosella durant un viatge amb trolebús li roben els diners del lloguer que acaba de rebre dels propietaris, que, no considerant-la més fiable, la despatxen. A la noia l'ajuda l'agent romà Cesare, que després d'haver-la acompanyat a comissaria per denunciar el robatori intenta trobar-li una altra feina com a minyona. Aviat l'home s'enamora d'ella i Rosella li correspon amb l'afecte d'una filla; però quan coneix en Bruno, un conductor de troleibús i amic del despatxador de bitllets, en Cesare s'adona que no està destinat a l'amor de Rosella i només ha de fer una darrera trobada entre els dos joves abans que Bruno torni a ser cridat al front.

## Repartiment
- Aldo Fabrizi: Cesare Montani
- Andrea Checchi: Bruno Bellini
- Adriana Benetti: Rosella
- Virgilio Riento: controlador
- Carlo Micheluzzi: Angelo Pandolin
- Jone Morino: la svanita
- Pina Gallini: patrona de Rosella
- Gioconda Stari: Teresa
- Cesira Vianello: Cecilia Pandolin
- Arturo Bragaglia: Tullio
- Wanda Capodaglio: patrona de casa de Cesare
- Vinicio Sofia: porter d'alberg
- Giulio Battiferri: Pietro
- Olga Capri:
- Enrico Luzi: passatger
- Giulio Calì: passatger
- Giuseppe Ciabattini

## Producció
La pel·lícula es va realitzar a les plantes de Cinecittà a Roma amb la pel·lícula Ferrania Pancro C.6, gravació de so per RCA Photophone, desenvolupada i impresa per S.A.C.I.
Coguionista, juntament amb el mateix Fabrizi, Zavattini i Tellini, aquell "Federico" que apareix als crèdits inicials, és a dir Federico Fellini, que en aquell moment era el responsable dels diàlegs de Fabrizi als avanspectacles. La seva amistat amb Fabrizi va ser essencial per convèncer l'actor romà d'acceptar el paper de Don Pappagallo a Roma, ciutat oberta.

## Distribució
La pel·lícula va tenir la seva primera projecció pública el 30 d'agost de 1942.
La realització dels cartells de la pel·lícula, a Itàlia, va ser encarregada al cartellista Luigi Martinati.